# I you love
I you love er en dansk kortfilm fra 2005, der er instrueret af Ulrik Wivel.

## Handling
Denne artikel mangler et handlingsreferat. Hjælp os med at skrive det.